# Sympleurotis rudis
Sympleurotis rudis är en skalbaggsart som beskrevs av Bates 1881. Sympleurotis rudis ingår i släktet Sympleurotis och familjen långhorningar.
Artens utbredningsområde är:
- Guatemala.
- Honduras.
- Panama.

Inga underarter finns listade i Catalogue of Life.